# DistroWatch
DistroWatch è un sito web che fornisce notizie, classifiche di popolarità e altre informazioni di carattere generale su vari sistemi operativi open source, come le distribuzioni GNU/Linux (dette appunto in gergo informatico distro) ed altri sistemi liberi (come ad esempio BSD e OpenSolaris), nonché news sul software libero in generale.  
Il servizio è stato progettato, sviluppato e gestito da Ladislav Bodnar, sudafricano di origini cecoslovacche che vive a Taiwan.

## Storia
Il sito web di DistroWatch è stato pubblicato per la prima volta il 31 maggio 2001.
In origine mostrava una semplice tabella comprendente le 5 maggiori distribuzioni, illustrando le indicazioni comparate delle caratteristiche (prezzo, versione, data di rilascio) ed alcune versioni di pacchetti (Kernel, KDE, GNOME, XFree86, Apache).
Nel cercare di renderla maggiormente comprensibile ed utile, col passare del tempo si sono aggiunte nuove distribuzioni, dotazioni e pacchetti.
Da qui, Ladislav Bodnar decise di rendere pubblica la sua tabella privata, trasformandola in un documento HTML.

## Contenuto
Per utenti e appassionati il sito di DistroWatch si è rivelato nel corso degli anni un valido strumento per essere informati sulle ultime novità e i rilasci riguardanti il software libero e distribuzioni GNU/Linux. 
Tramite le funzionalità di ricerca interne del sito, è possibile ottenere informazioni (anche comparate) relative ai sistemi operativi e le distribuzioni catalogate, raggruppate in base a diversi criteri: tipologia di sistema (Linux o altri), categoria (per principianti, desktop, server, software educazionale, informatica forense, gaming, legacy, NAS, sistemi live ecc.), paese di origine, interfaccia grafica, distribuzione di origine (in caso di fork e derivate), architettura supportata, sistema di pacchettizzazione adottato, metodo di installazione, stato di attività ecc. 
Inoltre per ogni distribuzione presente nel database è dedicata una pagina contenente informazioni salienti e dettagliate: breve descrizione, link alle pagine ufficiali dei progetti, link di download, cronologia delle versioni, recensioni ecc.
Infine, una funzione molto popolare è una classifica che mostra l'indice di popolarità delle varie distribuzioni, basata sulle visite degli utenti alle pagine del sito di ciascuna distribuzione.
| Prime 5 posizioni della classifica DistroWatch (aggiornata al 30 luglio 2024 e riferita agli ultimi 30 giorni) |               |        |
| Pos | Distribuzione | H.P.D. |
| 1 | MX Linux      | 2475   |
| 2 | Linux Mint    | 2208   |
| 3 | EndeavourOS   | 1780   |
| 4 | Debian        | 1294   |
| 5 | Ubuntu        | 1185   |

Come specificato dal sito stesso, questa classifica non pretende di fornire dati attendibili relativi all'effettiva diffusione delle singole distribuzioni GNU/Linux, né stabilire se una distribuzione sia più utilizzata di un'altra. Questa funzione si limita infatti a mostrare il numero di volte con cui una pagina relativa ad una distribuzione viene visitata quotidianamente.